# Nova Marring
Nova Marring (ur. 6 września 2001 w Groningen) – holenderska siatkarka, reprezentantka kraju, grająca na pozycji przyjmującej.
30 maja 2023 roku zadebiutowała w seniorskiej kadrze Holandii w pierwszym meczu grupowym Ligi Narodów przeciwko reprezentacji Niemiec.

## Sukcesy klubowe
Mistrzostwo Belgii:
- 2023[9]
- 2021
- 2022

Puchar Belgii:
- 2023[10]

Mistrzostwo Niemiec:
- 2025[11]
- 2024[12]

## Sukcesy reprezentacyjne
Mistrzostwa Europy:
- 2023[13]